# 東京女子医科大学病院
東京女子医科大学病院 （とうきょうじょしいかだいがくびょういん）は、東京都新宿区河田町にある大学病院である。略称：女子医大病院、TWMUH。東京女子医科大学河田町キャンパスに併設されている。

## 歴史
- 1908年（明治41年） - 牛込区市ヶ谷河田町に東京女医学校附属病院を設置。
- 1912年（大正元年） - 東京女子医学専門学校病院となる。
- 1952年（昭和27年） - 東京女子医科大学病院となる。
- 1994年（平成6年） - 厚生省より特定機能病院の承認を受ける。
- 2001年（平成13年） - 東京女子医大事件が発生。
- 2002年（平成14年） - 前年の事件により、特定機能病院の承認を取り消される。
- 2003年（平成15年） - 総合外来センターが竣工。
- 2007年（平成19年） - 特定機能病院に再承認される。
- 2009年（平成21年） - 第1病棟が竣工。
- 2010年（平成22年） - 東京DMATの指定を受ける。
- 2014年（平成26年） - プロポフォール過量投与事件が発生（東京女子医大事件を参照）。
- 2015年（平成27年）6月1日 - 前年の事件により、厚生労働大臣から「特定機能病院」の承認を再度取り消される[1][2][3][4][注釈 1]。厚生労働省が地域がん診療連携拠点病院の指定不更新を決定[5]。
- 2016年（平成28年）- ラモトリギン過量投与事件が判明（東京女子医大事件を参照）。

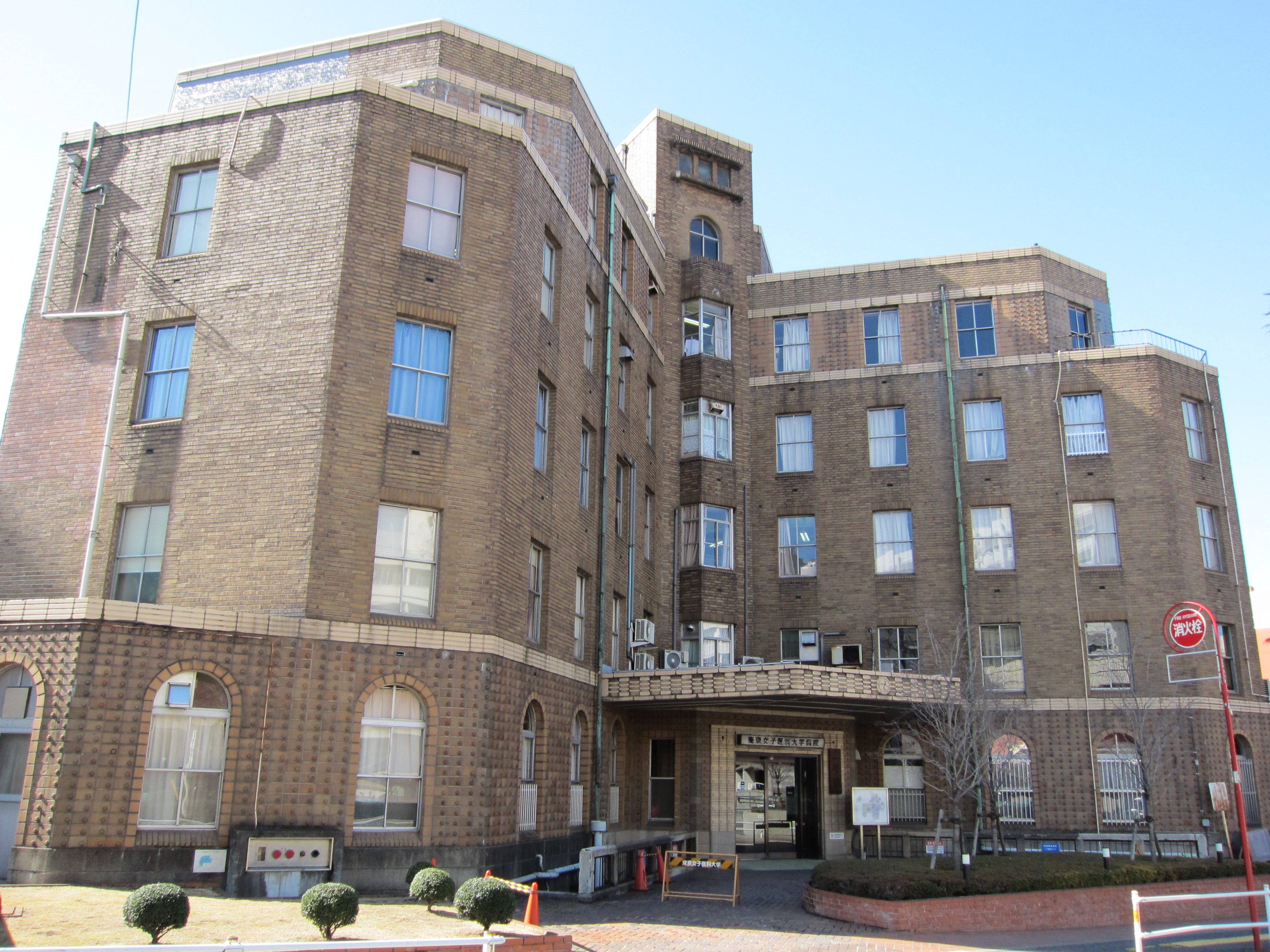
1号館
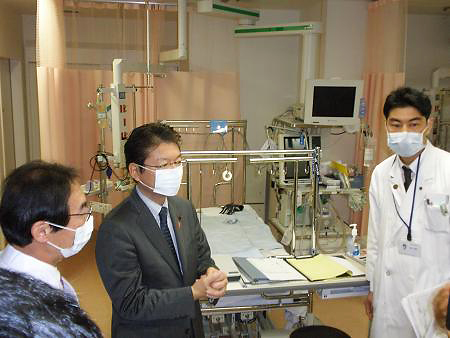
2009年12月3日、厚生労働大臣長妻昭視察
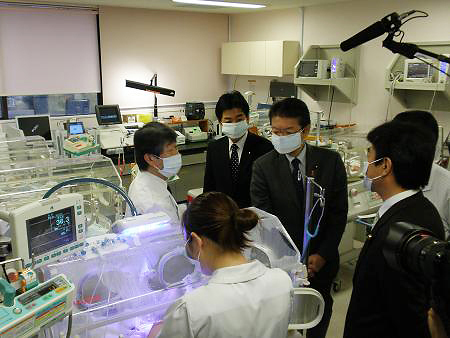
2009年12月3日、厚生労働大臣長妻昭、厚生労働大臣政務官足立信也視察

## 診療部門
- 血液内科
- 神経精神科・心身医療科
- 小児科
- 小児外科
- 整形外科
- 形成外科
- 皮膚科
- 産婦人科
- 眼科
- 耳鼻咽喉科
- 放射線腫瘍科
- 画像診断・核医学科
- 麻酔科・ペインクリニック
- 歯科口腔外科
- 総合診療科
- リハビリテーション科
- 病理診断科
- 化学療法・緩和ケア科
- 睡眠科
- 医療安全科
- 予防医学科
- 集中治療科
- 移植管理科
- 循環器内科
- 心臓血管外科
- 循環器小児科
- 消化器内科
- 消化器・一般外科
- 消化器内視鏡科
- 脳神経外科
- 脳神経内科
- 腎臓内科
- 腎臓小児科
- 泌尿器科
- 糖尿病・代謝内科
- 糖尿病眼科
- 血液浄化療法科
- 高血圧内科
- 内分泌内科
- 乳腺外科
- 内分泌外科
- 母子総合医療センター
  - 母体・胎児医学科
  - 新生児医学科
- 呼吸器外科
- 呼吸器内科
- 膠原病リウマチ内科
- 整形外科（リウマチ）
- 小児リウマチ科
- ゲノム診療科
- 女性センター
- アレルギー総合診療センター
- 救命救急センター
  - 救命・救急医療科

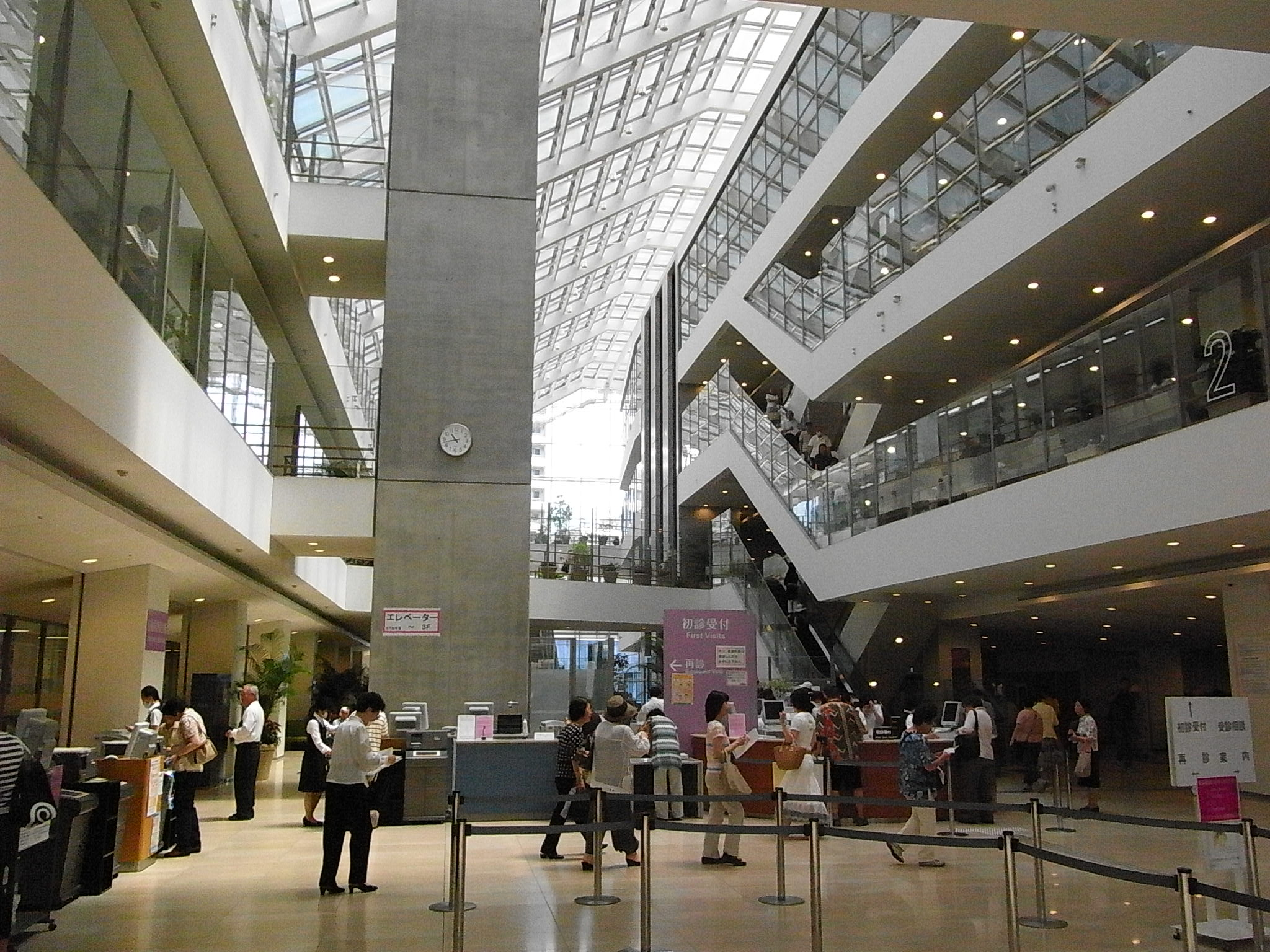
総合外来センター1階ホール（2009年7月15日撮影）
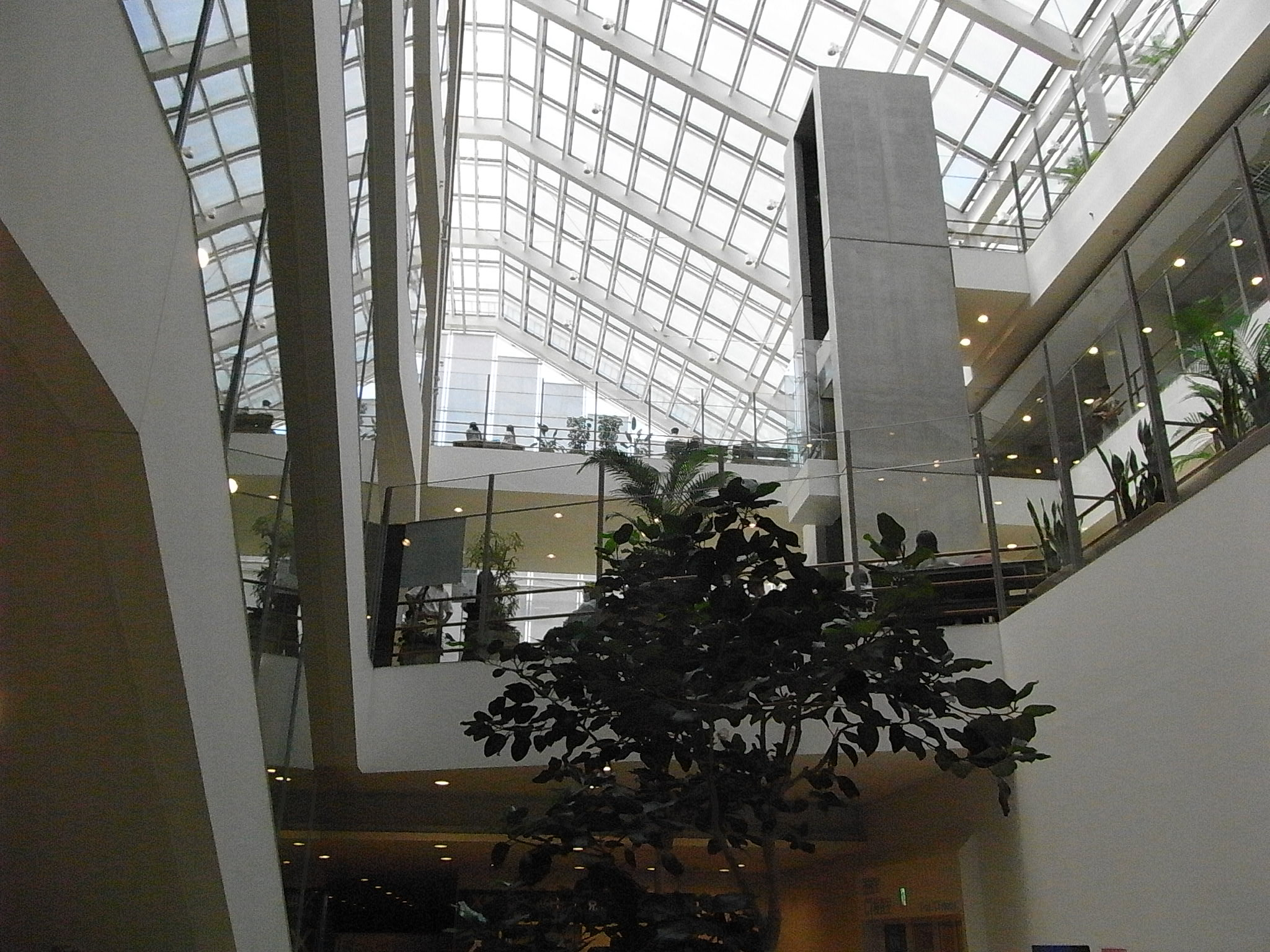
同左、上部を見る（2009年7月15日撮影）
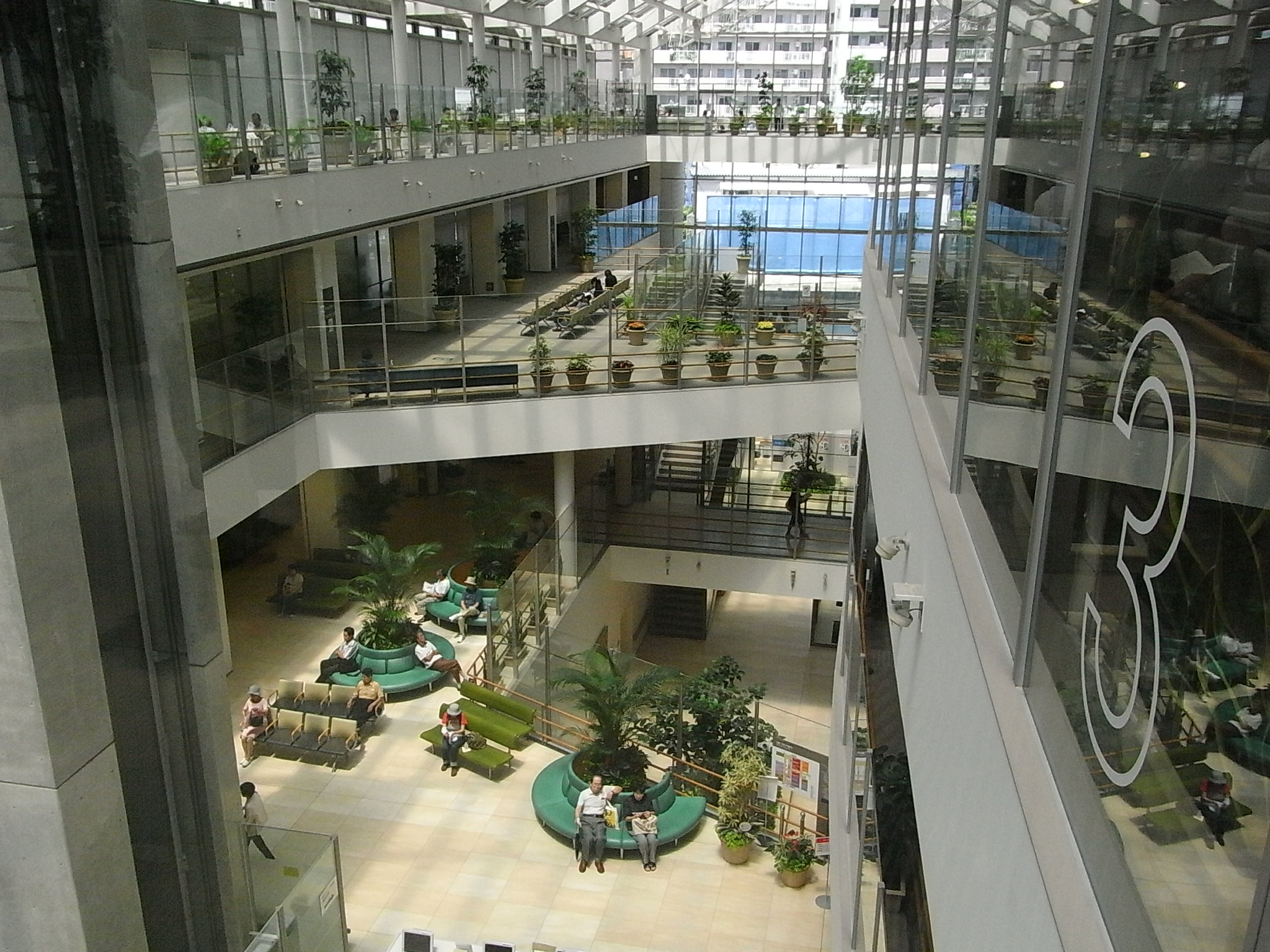
同左、3階から見下ろす（2009年7月15日撮影）

## 医療機関の指定等
- 臨床研修指定病院
- 臨床修練指定病院
- 東京都災害拠点病院
- エイズ治療拠点病院
- 神経難病医療拠点病院
- 治験拠点医療機関
- 肝臓専門医療機関
- 移植認定施設（心臓・小児心臓・腎臓・膵臓・肝臓・骨髄・末梢血幹細胞）
- 総合周産期母子医療センター
- 東京DMAT指定病院
- 東京都難病診療連携拠点病院
- 東京都アレルギー疾患医療専門病院
- 肝がん・重度肝硬変治療研究促進事業指定医療機関

## 交通アクセス
電車
| 路線名             | 最寄り駅   | 出口   | 徒歩所要時間 |
| ------------------ | ---------- | ------ | ------------ |
| 都営地下鉄大江戸線 | 若松河田駅 | 若松口 | 5分          |
| 都営地下鉄大江戸線 | 牛込柳町駅 | 西口   | 8分          |
| 都営地下鉄新宿線   | 曙橋駅     | A2     | 12分         |

バス
- 都営バス宿74・宿75・早81・高71東京女子医大バス停下車。

その他
- 正面玄関に日本交通の専用タクシー乗り場あり。

## 医療事故・不祥事

### 2020年の労働問題
ボーナスゼロ回答と看護師400人退職意向
2020年6月11日、東京女子医科大学は団体交渉に臨んだ東京女子医科大学労働組合に対して、全職種の「今期の上半期賞与は支給しない」と回答した。今回のボーナスゼロ回答を受けて、全看護師（3病院合計）の5分の1にあたる約400人が退職の意向を示した。日本医療労働組合連合会の調査によると、夏季ボーナスについて回答した全国の医療機関338のうち、約3割が去年より支給額が下がったが「ボーナスゼロ」回答は東京女子医科大学のみであった。
同年7月31日付で病院側が教職員向けに通知した文書によると、理事会で夏季賞与は基本給の0.9カ月分でいったん決定。「コロナ感染症拡大に伴う様々な心労・負荷に対する慰労を込めて」0.1カ月分を上乗せし、合計1カ月分として賞与を支給する方針に転換した。
海外旅行した看護師の解雇
2020年4月に入職した女性看護師（21歳）が、新型コロナウイルス感染症（COVID-19）の感染が拡大していた2月末から3月始めに海外への卒業旅行をした3週間後、病院から無給での自宅待機や自費でのPCR検査を求められた。こうした対応の詳しい理由を説明してほしいと伝えたところ「勤務態度が芳しくない」などとみなされ、6月末に解雇された。
女性看護師は、東京女子医科大学看護専門学校を卒業して看護師国家試験を終え、卒業を待つだけだった2月27日、ロサンゼルスに卒業旅行に出かけた。専門学校からは在学中の2月中旬に海外渡航は控えるよう言われていたが、3カ月前から計画していたこともあり出発し、現地の友人宅に滞在し3月5日に帰国した。海外へ渡航したことは3月下旬にあった病院からのアンケートに回答して伝えた。
病院の寮に転居し初出勤に備えていた3月31日夜、病院から電話で3週間の自宅待機を言い渡された。さらに自費（5万5千円）でPCR検査を受けるよう指示された。PCR検査の結果は陰性で、自宅待機は解除され、女性看護師は4月23日から病院で働き始めた。
5月に入って病院側から（1）海外渡航についての弁明書または始末書の提出（2）PCR検査の自費負担（3）自宅待機中は無給とする、という3点を自宅待機解除の要件として同意するという内容の書面の提出を求められた。女性看護師によると、就職前に海外渡航した新人看護師は30人以上おり、病院側に対応を糺す質問が相次いでいたという。
女性看護師は5月末に同意書を提出。同時に法的根拠などを丁寧に説明してほしいと病院側に伝えたところ、3日後の6月30日に雇用契約を終了するとの通知書が届いた。通知書には「海外渡航したことやPCR検査代金の自己負担にかかわる同意書の提出までの経緯などに鑑み、勤務態度が芳しくないものと判断した」などと書かれていた。寮からの退去も命じられ、4年働けば免除されることになっていた看護専門学校在籍中の奨学金計108万円の返却も求められた。
東京女子医大広報室は朝日新聞の取材に対し「双方の弁護士間で折衝中の事案であり、コメントは控えさせていただく」としている。

### 2021年の労働問題
薄給を更に薄くさせ、医師100人超が退職
東京女子医科大学は医師給与が最低級にもかかわらず、多くの勤務医たちは国内最上級の医療経験を積むため、薄給を覚悟でこの病院を選ぶ。がそれでは生活できないため、外部の病院での勤務＝外勤＝アルバイトが週1回認められてきた。これが長年の慣行だったが経営陣はこれを一方的に破り、外勤をやめなければ給与を下げるという通告を、2021年2月に勤務医へ打ち出した。医師たちには衝撃が走り、他院へ移るか我慢するかを迫られた。それが前代未聞の大量退職の原因になった。

### 元理事長による背任事件
2025年1月13日、警視庁は元理事長Iについて、2018年7月から2020年2月までの21回にわたり、新宿区にあるキャンパスの施設の建設をめぐり、大学の非常勤職員の肩書きをもつ一級建築士の口座に実態のないアドバイザー業務への報酬として大学から資金を振り込ませ、大学に1億1700万円の損害を与えたとして、背任容疑で逮捕した。警視庁捜査二課は建築士の口座を通じて報酬の一部をI自身に還流したとみて調べている。その後、同年2月3日に新病棟の建設工事を巡り大学に約1億7000万円の損害を与えたとして、Iを背任容疑で再逮捕した。一連の関係者宅などへの家宅捜索では、帯封が付いた状態の1万円札の束や金塊2キロを含め、警視庁が捜索で押収した現金は約2億円で、金塊も約2億円相当に上っている。
I元理事長については、2018年以降は学内のすべての稟議がIの承認もしくは経営統括部の審査を受けることになるなど、Iと自身直轄の部署である「経営統括部」を通じ、人事や経理、施設の建設設計にまつわる決裁権など幅広い権限権力が集中する構図が集中していたとされる。このことから理事会についてもIの大学の私物化に対し物申せず、「機能不全」に陥っていたと第三者委員会により指摘された。また、Iは2019年以降より不正な支出が疑われており、大学関係者が刑事告発を行い、告発状を受理した警視庁が2024年3月、Iの側近の一人とされている職員に対し、勤務の実態がないにも関わらず、大学の同窓会組織から不正に給与が支払われた疑いでIの自宅や大学を家宅捜索しており、それから約10か月後に逮捕に至った。なお、Iは家宅捜索後の2024年8月7日に大学理事長を解任されている。
なお、一連の事件を受けて、日本私立学校振興・共済事業団が、東京女子医科大に対する2024年度の経常費補助金（私学助成金）を全額不交付とする決定をした。

## その他

### ドキュメンタリー
- NHKスペシャル「看護師たちの限界線〜密着 新型コロナ集中治療室〜」（2021年4月17日、NHK）[18]

## 関連施設
- 東京女子医科大学　東京都新宿区河田町8番1号
- 東京女子医科大学病院　河田町キャンパスに併設
- 東京女子医科大学 東洋医学研究所クリニック　河田町キャンパスに併設
- 東京女子医科大学附属足立医療センター　東京都足立区江北4-33-1
- 東京女子医科大学附属成人医学センター　東京都渋谷区渋谷2-15-1
- 東京女子医科大学八千代医療センター　千葉県八千代市大和田新田477-96